# スプラッターハウス PART2
『スプラッターハウス PART2』 (Splatterhouse 2) は、1992年に日本のナムコから発売されたメガドライブ用横スクロールアクションゲーム。同年7月に北米にて発売され、日本国内では8月4日、欧州では10月8日に発売された。
同社のアーケードゲーム『スプラッターハウス』（1988年）の家庭用オリジナル続編。主人公のリックを操作し、前作の舞台となった「スプラッターハウス」に再び潜入して亡き恋人ジェニファーを復活させる事を目的としている。基本的なゲームシステムは前作を踏襲しているが、敵キャラクターやギミックはすべて一新されている。
開発はナウプロダクションが行い、プログラムはゲームボーイ用ソフト『ミッキーズ・チェイス』（1991年）を手掛けたおおほりはるお、音楽はゲームボーイ用ソフト『ディグダグ』（1992年）を手掛けた金田栄子が担当している。
2008年にWii用ソフトとしてバーチャルコンソールにて配信された。

## ゲーム内容

### システム
前作と同じく横スクロールアクション。ライフ数はノーマル（標準難易度）で通常（最大）は5つ。ステージクリアするごとに2つだけ回復出来る。難易度設定により最大ライフ数、回復数は異なる。
残機数はゲームスタート時は3つから始まり、スコアにより最初は2万点で1UP、以降は5万点ごとに1UPでき、最大4つまで増やせる。制限コンティニュー制。なお、難易度によってゲームクリア後に表示されるプレイヤーへの賞賛メッセージが変化する。

### アイテム
鉄パイプ
デッドマンを壁に叩きつける。
骨
巨大な骨。振り下ろしてデスノイドαを一撃で叩き潰せる。
ハサミ
投げつけて使用する。最初はイーヴィルヘッドに操られており、リックに襲い掛かってくる。攻撃して叩き落とすことで単なるアイテムとなり、リックが使用することが出来るようになる。
チェーンソー
振り下ろして敵を切り裂く。ハサミ同様、最初は襲ってくる。ブランデッドに有効。
オール
デッドマンを湖へ吹っ飛ばす。
ダムデッドの頭蓋骨
特定のダムデッドを倒すと、ダムデッドの頭だけが残り、アイテムとして入手できる。投げつけて使用する。攻撃力は高くはないが、敵に当てると高いスコアが得られる。
ショットガン
装弾数は8発。唯一壁にかけてある武器で、今作では登場するのは1丁のみであり、それを使い切るとその後一切登場しない。デスノイドαに有効。
フラスコ
実験用の液体が入ったフラスコ。投げつけて使用する。可燃性なのか、敵に当たると燃え上がり、焼き尽くす。マッドデッドを倒すことが出来る唯一の武器。
毒針
ヘルテンタクルズが飛ばしてくる毒針。叩き落とすことでアイテムとして入手でき、投げ返す事が出来る。ただし、「毒針」とあるが毒の要素は一切ない。

### 日本国外版
日本国外では「SPLATTER HOUSE 2」の題で出されており、以下の変更点が存在する。
- リックのヘルマスクが日本の歌舞伎役者が被るようなデザインから頭蓋骨を漠したものに変更されている。それに合わせてステージ間のデザインも変更された。マニュアル内の一部のゲーム画面説明やリックのイラストは何故か日本国内のものをそのまま流用している。
- ステージ間のアイキャッチで出る状況の説明文の英語が日本語版とフォントが違っている。更に文字サイズも若干大きい。
- ライフ数が最大で4つになっている。難易度変更時のライフ最大数も日本版とは異なる他、ステージクリア時は全快するようになっている。
- パスワードコンティニュー制になっている。パスワードはゲームオーバー時に表示される。
- BGMの音色が国内版と異なっている。

## ストーリー
ウエスト館、通称「スプラッターハウス」で起きた悪夢のような惨劇から3ヶ月後。リックは恋人のジェニファーを救えなかった無念と後悔に苛まれ、悪夢にうなされる日々を送っていた。
そんな中、力を貸すと嘯いてリックを裏切り激闘の末に倒されたはずのヘルマスクが姿を現し、リックにこう囁いた。
「ジェニファーは死んではいない。彼女を救いたければスプラッターハウスに戻り、隠された館に眠る復活の秘儀を手に入れるのだ」。
もはやリックにはジェニファーを救い出すことしか見えていなかった。意を決して再びヘルマスクを身に着けたリックはジェニファーを救うべく忌まわしきスプラッターハウスの跡地を訪れ、敷地のどこかにある隠された館を求めて再び化け物たちとの戦いに身を投じていく。

## 設定

### ステージ構成
全8ステージ。
STAGE1 焼け跡
3か月前の業火により廃墟と化した旧ウエスト館。再びこの地を訪れたリックに、生き残りのデッドマンやボディイーター達が襲い掛かる。
STAGE2 エレベーター、地下道
“隠された館”への唯一の道である地下道。しかし、そこは新種の実験体デスノイドの巣窟と化していた。
STAGE3 川、スローターハウス
腐臭の漂う川のほとり。そこではデスノイドをも餌食にする鬼魚フライングファングがリックに襲い掛かる。
STAGE4 橋、島
亡霊やゾンビが徘徊する島。館入り口では、ウエスト博士の恐るべき研究の産物、メタモールがリックの前に立ちはだかる。
STAGE5 新ウエスト館（廊下、図書室、培養室、下水道、研究室）
“隠された館”は、あらゆる物に生命を持たせた魔性窟と化していた。そして研究室では、おぞましき実験体達の創造主であるウエスト博士が遂に姿を現す。
STAGE6 祭壇
ついに祭壇へとたどり着き、“復活の秘儀”の呪文を唱えるリック。しかし・・・。
STAGE7 死の世界
亡者たちに再び死の世界へ引き戻されたジェニファーを追うために、リック自らも死の世界へ飛び込む。
STAGE8 崩壊する館（エレベーター）、湖、最後の戦い
無事ジェニファーを救出し、死の世界から脱出したリック。しかし、封印の解けた空間の歪みは、館を崩壊させはじめた。

## キャラクター
リック・テイラー（Rick Taylor）
主人公。恋人ジェニファーを取り戻す唯一の手段である「復活の秘儀」を手に入れるべく、ヘルマスクの力を再び借り受け、呪われた館の跡地へと再び足を踏み入れる。
ジェニファー・ウィルス（Jennifer Willis）
リックの恋人。前作の戦いで怪物と化し、死亡したと思われていたが…。
ヘルマスク（Hell Mask）
呪われた仮面の精霊。前作においてリックに助力しつつ最後の最後で裏切って襲い掛かってきた末に討たれた。しかし滅びてはおらず、苦悩するリックの前に姿を現し、「ジェニファーを救う術がある」と唆した上で再びリックに力を与える。
本作では最後まで敵対せずエンディングで姿を消すが、その際の台詞が最終作「Pert3」を暗示する内容になっている。

### 敵キャラクター

#### 雑魚モンスター
デッドマン（Dead Man）
下級の実験体。3か月前の業火により、全身は醜く焼け爛れているため、単純な打撃のみで簡単に体が千切れる。まともに動けるのは数体のみで、ボディイーターに寄生されているものもいる。色が赤と青の2種類が存在する。
ボディイーター（Body Eater）
前作にも登場した死肉をあさる巨大な蛭。3か月前の業火により全身は醜く焼け爛れている。デッドマンの身体を喰い破って飛びかかってきたり、天井から落ちてきて噛みついてくる。噛みつかれた場合は前作同様キックで反撃しないと連続でダメージを受ける。天井に潜んでいるものはリックの行動次第では襲ってこない。
デスノイド（Death Noid）
上級の部類に分けられる実験体。緑色で高いジャンプ力を持ち、奇声を発しながらリーチの長い爪で攻撃してくる。
デスノイドα（Death Noid α）
紫のデスノイド。耐久力があり、最も多く登場する。
デスノイドβ（Death Noid β）
クリーム色のデスノイド。培養カプセルを破壊して襲ってくる。最も耐久力が高い。
マッドデッド（Mad Dead）
ヘドロ状のモンスター。ゆっくりと前進してくる。通常の攻撃では一時的に行動不能となるのみで、完全に倒すには特定のアイテムを使わなければならない。体色が緑と紫の2種類が存在し、紫のマッドデッドはヘドロを吐いて攻撃してくる上、復活するスピードが非常に早く、液状で素早く移動してくるなどかなり手強い。
ヘルヘッド（Hell Head）
死の世界の下級住人。空中を飛ぶ頭蓋骨の様な敵で、数で襲ってくる。
フライングファング（Flying Fang）
鋭い牙を持つトビウオの化け物。元は魚だったが、実験に使われた液体が川に流れ込み、獰猛な新種を創り上げたもの。水中から飛び出し喰らい付いてくる。喰い付かれた場合の対処はボディイーターと同じ。
ブランデッド（Brain Dead）
「スローターハウス」に捕らわれた哀れな実験体の末路。小屋の意思のままに吊り下げられ、束縛されている。天井の穴から出現し、毒液を吐いて攻撃してくる。
ダムデッド（Dam Dead）
彷徨う霊魂がゾンビの姿で実体を得たもの。集団で襲ってくるが、動きは鈍く、弱い。地下通路（ステージ4&5に設置されている穴に落ちた先）に登場するタイプはリビングデッド（Reving Dead）と呼ばれ、耐久力があり、動きもやや素早い。また、上半身だけで向かってくることもある他、通路内のトラップを操作している者もいる。
エクトプラズム（Ectoplasm）
浮遊する亡霊。触れてもダメージは無いが、取り憑かれてしまい一定時間リックの左右の操作が逆になってしまう。見た目とは裏腹に耐久力は雑魚敵の中で最も高く、大量に出現する。
ダークネール（Dark Nail）
前作に登場した手首のモンスター「ウッディ」が進化したもの。外見はあまり変化が無いが、鋭い爪が生えており、足元から襲ってくる。
ゴートヘッド（Goat's Head）
壁に架けられた山羊の剥製が意思を持ったもの。毒液を吐く。破壊不可能なオブジェクト扱い。

#### ボスモンスター
デッドマンファット（Dead Man Fat）
ステージ1ボス。3か月の間物を食べまくり、欲の権化と化したデッドマンの亜種。巨大で、毒液を吐いて攻撃してくる。ぜ撃破直後に破れた腹から撒き散らされる体液に触れるとダメージを受ける。
デーモンフェイス（Demon Face）
ステージ2ボス。巨大な顔の悪魔。ヘルヘッドを召喚したり、デーモンブレスと呼ばれる怨念の塊を吐き攻撃してくる。目が弱点。
イーヴィルヘッド（Evil Head）
ステージ3ボス。「スローターハウス」の中枢で、小屋内の全てのものを操る肉塊。強力な念動力でハサミ、チェーンソー、ブランデッド達を操り、リックに攻撃を仕掛けてくるが、イーヴィルヘッド自体は弱い。
メタモール（Meta Maul）
ステージ4ボス。第一の肉体が滅ぶと、ただちに第二の肉体へと瞬間的な細胞変化を行う生命体。最初は人型で、スライディングキックで攻撃してくるが、ある程度ダメージを与えると、クモの様な第二形態へと変身し、突進してきたり、跳びかかって攻撃してくる。
ウエスト博士（Dr. West）
ステージ5ボス。前作で既に死亡していたと思われていたが、実は自らをゾンビ化させる形で生存し、隠された館内でおぞましい研究を続けていた狂気の科学者。マッドデッドに護衛させ、自らは逃げながら燃える薬品の入ったフラスコと、マッドデッドが入ったフラスコの2種類を投げつけて攻撃してくる。フラスコはパンチやキック等で破壊でき、地面に置いてあるフラスコは武器として取る事も可能。あくまでもゾンビ化しているだけに過ぎず、ウェスト博士自体はパンチ一発で死亡するほど貧弱な上に追い詰められると何も出来なくなる。死亡パターンは複数存在し、パンチやキックで頭を吹き飛ばされて死亡するのと、薬品の入ったフラスコをぶつけられて焼死する二通りである。
ゲームの説明書には紹介されておらず、「ドクター・ウエスト」と名前のみが記載されている。
ヘッドスネーク（Head Snake）
ステージ6ボス。死の世界の入り口から現れる手首や生首の様な不気味な小型の化け物で、次々とリックに襲い掛かる。ウエスト博士同様、ゲームの説明書には紹介されていない。
デスクリスタル（Death Crystal）
ステージ7ボス。ジェニファーを捕らえている水晶。光の弾や雷で攻撃してくる。
邪神（False god）
デスクリスタルを破壊した事により封印が解かれた忌まわしき神。リックとジェニファーを追ってくる。倒せない障害物扱い。
ヘルテンタクルズ（Hell Tentacles）
巨大なタコの化け物。ステージ8のボスで、毒針を飛ばして攻撃してくる。弱点は目で、それ以外は何の攻撃も受けつけない。最初はステージ4前半に登場し、この時は毒針は飛ばしてこないが無敵で、橋を破壊しながらリックを追いかけてくる。
忌まわしき神々のしもべ（Abominations of the gods）
最終ボス。死の世界から解き放たれた巨大な肉塊の様な化け物で、様々な生首を放ち攻撃してくる。ある程度ダメージを与えるとコウモリ型の本体が姿を現し、飛び回る。
説明書に画像は掲載されているが全容自体は伏せられている。

## 移植版
| No. | タイトル                 | 発売日                                 | 対応機種                               | 開発元             | 発売元 | メディア         | 型式              | 備考 |
| --- | ------------------------ | -------------------------------------- | -------------------------------------- | ------------------ | ------ | ---------------- | ----------------- | ---- |
| 1   | スプラッターハウス PART2 | 2008年7月1日 2008年8月4日 2008年8月8日 | Wii                                    | ナウプロダクション | セガ   | ダウンロード     | -                 |      |
| 2   | スプラッターハウス PART2 | INT 2022年10月27日                     | メガドライブ ミニ2 SEGA Genesis Mini 2 | エムツー           | セガ   | プリインストール | HAA-2524 MK-16310 |      |

## スタッフ
- グラフィック・デザイナー：A CHAN、GYOEE〜! MIYACHAN、ONI TAIJI（ながやまたいじ）
- 音楽：MILKY EIKO（金田栄子）
- サウンド・プログラマー：SENKAN KIYOSHI（前川征克）
- サブ・プログラマー：BIG & BLACK
- スペシャル・サンクス：KEN LOBB、JIM CURRY
- マイン・プログラマー：PORI2 PORITAN!（おおほりはるお）
- プロデューサー：PAPAYA PAYAPAYA
- ディレクター：100 TARO

## 評価
- ゲーム誌『ファミコン通信』の「クロスレビュー」では6・5・5・5の合計21点（満40点）になっている[6]。
- ゲーム誌『メガドライブFAN』の読者投票による「ゲーム通信簿」での評価は以下の通りとなっており、19.81点（満30点）となっている[1]。また、同雑誌1993年7月号特別付録の「メガドライブ&ゲームギア オールカタログ'93」では、「ゲームの難易度はかなり高め」と紹介されている[1]。

| 項目 | キャラクタ | 音楽 | 操作性 | 熱中度 | お買得度 | オリジナリティ | 総合  |
| 得点 | 3.72       | 3.49 | 2.67   | 3.34   | 3.32     | 3.27           | 19.81 |
- ゲーム本『メガドライブ大全』（2004年、太田出版）では、敵キャラクターの造形が「死霊」ではなく「エイリアン」に近いと指摘した上でグロテスクさはあるものの「怖さは薄れた」と指摘した他、前作で役に立ったスライディングキックが出しにくくなった事で「全体の難しさはアップ」と否定的に評価した[8]。